# Guillermo Rojas y Arrieta
Guillermo Rojas y Arrieta CM (ur. 25 czerwca 1855 w Cartago, zm. 4 lutego 1933 w Panamie) – kostarykański duchowny rzymskokatolicki, misjonarz, lazarysta, arcybiskup panamski.

## Biografia

### Młodość i prezbiteriat
Urodził się w Kostaryce. Wcześnie został osierocony. Wychował go wujek mieszkający w Salwadorze. Wujek chcąc, aby Rojas y Arrieta zajął się biznesem, wysłał go na nauki do Szwajcarii. Rojas y Arrieta zwiedził kilka krajów europejskich i opanował języki francuski, angielski i niemiecki. Po powrocie do Salwadoru studiował medycynę i prawo, nie kończąc żadnych z tych studiów. Później powrócił do rodzinnej Kostaryki, gdzie podjął studia teologiczne. W latach 1881-1882 odbył studia doktoranckie na Uniwersytecie w Salwadorze i obronił pracę doktorską pt. Antagonizm między rozumem a wiarą, uzyskując doktorat z teologii. 22 listopada 1882 otrzymał święcenia prezbiteriatu.
W kolejnych latach pracował w Salwadorze jako nauczyciel języków łacińskiego, greckiego i angielskiego oraz był dyrektorem szkoły. W latach 1885-1886 na zaproszenie biskupa San José de Costa Rica Bernardo Agusto Thiela Hoffmana był rektorem seminarium w San José, w Kostaryce.
W 1887 udał się do Kolumbii, gdzie wstąpił do Zgromadzenia Księży Misjonarzy. W Kolumbii był rektorem seminarium diecezji popayáńskiej, a następnie podjął pracę misyjną na głębokiej prowincji, gdzie dzięki wiedzy medycznej nawiązał dobry kontakt z lokalną ludnością.
W 1910, ze względu na znajomość języka angielskiego, przełożeni wysłali go do Panamy, do strefy budowy Kanału Panamskiego.

### Episkopat
21 marca 1912 papież Pius X mianował go biskupem panamskim. 18 sierpnia 1912 przyjął sakrę biskupią z rąk biskupa San José de Costa Rica Juana Gaspara Storka CM.
Był wówczas jedynym biskupem w państwie. Stojąc na czele panamskiego Kościoła zwalczał przyjęte w 1917 prawo o obowiązku małżeństwa cywilnego i rozwodach. Udało mu się wynegocjować w 1919 uznawanie przez państwo ślubów wyznaniowych, co zakończyło spór. Bez powodzenia protestował przeciwko zmniejszeniu dotacji rządowej na utrzymanie seminarium. Przeciwdziałał działalności protestantów, którzy byli aktywni w Panamie od czasów budowy kanału. Dzięki dobrym relacjom z liberalnym prezydentem Rodolfo Chiarim, po myśli strony kościelnej zażegnał spór o lekcje religii w szkołach publicznych.
Sukcesem zakończyły się jego zabiegi w Stolicy Apostolskiej o uniezależnienie panamskiego Kościoła od kolumbijskich arcybiskupów Cartageny de Indias, których dotychczas biskupi panamscy byli sufraganami. 29 listopada 1925 papież Pius XI podniósł diecezje panamską do rangi archidiecezji. Tym samym Rojas y Arrieta został arcybiskupem panamskim. 9 maja 1926 w panamskiej katedrze odbyła się zorganizowana z rozmachem uroczystość wręczenia abp Rojasowi y Arriece paliusza. Część Panamczyków wydarzenie to uznało za ukoronowanie niepodległości.
W sferze kościelnej doprowadził również do wyodrębnienia wikariatu apostolskiego Darién. Dbał o rozwój prasy katolickiej. Inicjował powoływanie licznych misji, również w głębi kraju. Za jego pontyfikatu powstało 27 kościołów i kaplic oraz dokonano renowacji katedry.
Arcybiskupem panamskim był do śmierci. Zmarł 4 lutego 1933 w szpitalu w Panamie.